# Robert Campbell (Pelzhändler)

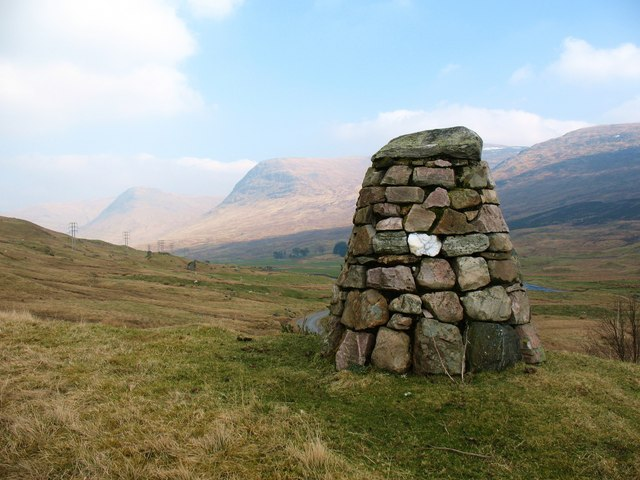
Gedenkstein für Robert Campbell im schottischen Glen Lyon

Robert Campbell (* 21. Februar 1808 in Glen Lyon, Schottland; † 9. Mai 1894 auf der Merchiston Ranch bei Riding Mountain, Manitoba) war ein Mountain Man, Trapper, Pelzhändler und Entdecker. Er arbeitete in den frühen 1830er Jahren mit William Sublette zusammen, bevor er nach dem Zusammenbruch der Rocky Mountain Fur Company zur Hudson’s Bay Company wechselte. Für diese erforschte er große Teile des südlichen Yukon-Territoriums und gründete Fort Frances am Frances Lake im Quellgebiet des Liard River sowie Fort Selkirk am Zusammenfluss vom Yukon River mit dem Pelly River. Zeitweilig war er für Fort Halkett verantwortlich.
Der Campbell Peak südlich der Gemeinde Liard River in British Columbia wurde nach ihm benannt. Der Robert Campbell Highway im Yukon-Territorium trägt ebenfalls seinen Namen.